# خضدار
خُضدار شهری در ایالت بلوچستان کشور پاکستان است که در سرشماری سال ۲۰۰۶ میلادی، ۱۴۹٬۷۱۵ نفر جمعیت داشته است.
خُضدار نام شهری در بلوچستان اسلامی قرون وسطی، شهر و ناحیه امروزی خُضدار در ایالت کلات سابق در پاکستان است. این شهر در عرض جغرافیایی ۲۷ درجه و ۴۸ دقیقه شمالی و طول جغرافیایی ۶۶ درجه و ۳۷ دقیقه شرقی در ارتفاع ۴۰۵۰ پایی (حدود ۱۲۳۴ متر) و در حدود ۸۵ مایلی (۱۳۷ کیلومتری) جنوب کلات واقع شده است. دره باریک و طولانی رودخانه کولاچی که این شهر در آن قرار دارد، از نظر استراتژیک به عنوان نقطه اتصال راه‌های ارتباطی از کراچی و لاس بلا در جنوب، از کَچّی در شرق، از کلات در شمال و از مکران و خاران در غرب، اهمیت دارد.
خُضدار ابتدا توسط اعراب تحت فرماندهی سنان بن سلمه الهذلی، که توسط زیاد بن ابیه در اوایل خلافت معاویه به عنوان فرماندار مناطق مرزی هند منصوب شده بود، و سپس توسط منذر بن جارود العبدی مورد حمله قرار گرفت. جغرافی‌دانان قرن چهارم/دهم از آن، به همراه کیزکانان یا قیقان به عنوان یکی از شهرهای منطقه توران یا تواران، که احتمالاً در قسمت شرقی-مرکزی بلوچستان واقع بوده است، و به عنوان شهری در ۸۰ فرسخی (حدود ۴۸۰ کیلومتری) المنصوره در سند یاد کرده‌اند. از کیزکانان در اواسط این قرن به عنوان محل اقامت حاکم محلی یاد شده است، اما خُضدار به عنوان شهر اصلی، با ارگ و بخش تجاری پررونق، که بازرگانانی از خراسان، کرمان و هند به آن رفت و آمد می‌کردند، و با زمین‌های کشاورزی حاصلخیز در اطراف آن توصیف شده است. خُضدار قطعاً در سال‌های پایانی این قرن، یعنی زمان ظهور غزنویان اولیه، مقر حاکم محلی بوده است، زیرا در سال ۳۶۷/۹۷۷-۸ سبکتگین حاکم خُضدار را به اطاعت واداشت. با این حال، پسرش محمود غزنوی مجبور شد بار دیگر در سال ۴۰۲/۱۰۱۱ به خُضدار حمله کند و حاکم آن را خراجگزار خود کند، و پسرش مسعود نیز در سال ۴۲۰-۱/۱۰۳۰-۱ عمویش یوسف بن سبکتگین را برای یک لشکرکشی تنبیهی به خُضدار و مکران فرستاد.
پس از آن، اطلاعات کمی در مورد خُضدار می‌شنویم. در دوران اخیر، این شهر در خانات کلات قرار گرفت. اچ. پاتینجر در سال ۱۸۱۰ از آن بازدید کرد و آن را شهری کوچک با حدود ۵۰۰ خانه یافت که اقامتگاه تابستانی میر مراد علی از قبیله براهویی کمبرانی، برادر زن محمود خان کلات بود. سی. ماسون تپه‌ای بزرگ در شمال شهر خُضدار، با بقایای دیوارهای گلی، احتمالاً بقایای خُضدار قرون وسطی، مشاهده کرد. در سال ۱۸۷۰، قلعه‌ای در آنجا ساخته شد و توسط میر خداداد بن محراب خان کلات در جریان جنگ او با جام یا حاکم محلی لاس بلا، پادگانی در آن قرار گرفت. شهر و ناحیه خُضدار اکنون یک تحصیل از بخش جهلوان از ناحیه کلات پاکستان را تشکیل می‌دهد و جمعیت آن در سال ۱۹۶۱، ۲۶۴۷۶ نفر بود.